# 329 Svea
329 Svea este un asteroid din centura principală, descoperit pe 21 martie 1892, de Max Wolf.